# Antonio Maria Vegliò
Antonio Maria Vegliò (ur. 3 lutego 1938 w Macerata Feltria) – włoski duchowny katolicki, emerytowany przewodniczący Papieskiej Rady ds. Duszpasterstwa Migrantów i Podróżujących, kardynał.

## Życiorys
18 marca 1962 otrzymał święcenia kapłańskie i został inkardynowany do archidiecezji Pesaro. W 1966 rozpoczął przygotowanie do służby dyplomatycznej na Papieskiej Akademii Kościelnej.
27 lipca 1985 został mianowany przez Jana Pawła II pro-nuncjuszem apostolskim w Papui-Nowej Gwinei i na Wyspach Salomona oraz arcybiskupem tytularnym Aeclanum. Sakry biskupiej 9 listopada 1985 udzielił mu kardynał Agostino Casaroli. Następnie w 1989 został przedstawicielem Watykanu w czterech krajach Afryki Zachodniej: Senegalu, Gwinei Bissau, Mali i w Republice Zielonego Przylądka. 2 października 1997 został przeniesiony do nuncjatury w Libanie, reprezentując również Watykan w Kuwejcie w latach 1997–1999.
11 kwietnia 2001 wrócił do Watykanu gdzie został sekretarzem Kongregacji ds. Kościołów Wschodnich. 28 lutego 2009 Benedykt XVI mianował go przewodniczącym Papieskiej Rady ds. Duszpasterstwa Migrantów i Podróżujących. Funkcję tę pełnił do 1 stycznia 2017, kiedy dykasteria została włączona do nowo powstałej Dykasterii ds. Integralnego Rozwoju Człowieka.
6 stycznia 2012 ogłoszona została jego kreacja kardynalska, której papież Benedykt XVI dokonał oficjalnie na konsystorzu w dniu 18 lutego 2012. Wręczając mu insygnia kardynalskie, Benedykt XVI przejęzyczył się, nadając mu diakonię Ss. Vito, Modesto e Crescenzia, która miała być nadana kardynałowi Giuseppe Bertello. Na szczęście pomyłkę szybko wyłapano i Benedykt XVI nadał kard. Veglio właściwą diakonię – S. Cesareo in Palatio.
Brał udział w konklawe 2013, które wybrało papieża Franciszka.
3 lutego 2018 roku skończył 80 lat i stracił prawo do udziału w konklawe.
4 marca 2022 podniesiony do stopnia kardynała prezbitera na zasadzie pro hac vice. 

## Odznaczenia
- Krzyż Komandorski Orderu Gwiazdy Rumunii (Rumunia, 2012)[4]